# Venetiko (Chios)
Venetiko (griechisch Βενέτικο (n. sg.)) ist eine unbewohnte kleine griechische Insel südlich von Chios. Sie gehört zum Gemeindebezirk Mastichochoria.
Die unbewohnte Felseninsel ist etwa 2,4 km vom Kap Masticho (Ακρωτήρι Μάστιχο) der Südspitze von Chios gelegen. Da Eleonorenfalken die Insel jährlich als Nistplatz aufsuchen, wurde sie von der Vogelschutzorganisation BirdLife International als Important Bird Area GR142 Venetiko Islet eingestuft.